# Lijst van burgemeesters van Leerdam
Dit is een lijst van burgemeesters van de voormalige gemeente Leerdam in de Nederlandse provincie Zuid-Holland. De gemeente ging per 1 januari 2019 op in de gemeente Vijfheerenlanden.
| Ambtsperiode                    | Naam burgemeester             | Partij of stroming | Bijzonderheden                  |
| ------------------------------- | ----------------------------- | ------------------ | ------------------------------- |
| 1703 - 1707                     | Abraham de Heusch             |                    | eerste burgemeester van Leerdam |
|                                 |                               |                    |                                 |
| 1812 - 1831                     | Th. Bijmholt                  |                    |                                 |
| 1832 - 1851                     | J. Haefkens                   |                    |                                 |
| 1852 - 1856                     | H.T. Koppen                   |                    |                                 |
| 1856 - 1857                     | Mr. E.C. van Baerle           |                    |                                 |
| 1857 - 1882                     | H.R. Vogelsang                |                    |                                 |
| 1882 - 1885                     | Christiaan Antoon Jeekel      |                    |                                 |
| 1885 - 1893                     | Jhr. Willem (W.) Laman Trip   |                    |                                 |
| 1893 - 1914                     | B. Tukker                     |                    |                                 |
| 1914 - 1936                     | J.R. Mees                     |                    |                                 |
| 1936 - 1943                     | Arie (A.) Hanemaaijer         | (ARP)              |                                 |
| 1943 - 1944                     | W. van Leer                   | NSB                |                                 |
| 1944 - 1945                     | K. Mielart                    | NSB                |                                 |
| 1945 - 1949                     | Arie (A.) Hanemaaijer         | ARP                | vanaf 1948 waarnemend           |
| 1949 - 1958                     | Hendrik Vlug                  | ARP                |                                 |
| 1959 - 1979                     | Leo (L.J.) den Hollander      |                    |                                 |
| 1979 - 1991                     | Dick (D.) Corporaal           | ARP / CDA          |                                 |
| 1991 - 2005                     | Ties (M.) van Veelen          | CDA                |                                 |
| 1 maart 2005 - 1 september 2005 | Loudi (L.E.) Stolker-Nanninga | PvdA               | waarnemend                      |
| 2005 - 2013                     | Victor (V.J.H.) Molkenboer    | PvdA               |                                 |
| 2013 - 2016                     | Rinus (M.) Houtman            | SGP                | waarnemend                      |
| 2016 - 2018                     | Tjerk Bruinsma                | PvdA               | waarnemend                      |

Per 1 januari 2019 is de gemeente Leerdam opgegaan in de nieuw gevormde gemeente Vijfheerenlanden.